# 鹿内植
鹿内 植（しかない つぎ、女性、1973年11月28日 - ）は、フジテレビジョン総合開発局メディア開発センターペイTV事業部に所属する、日本のテレビ・プロデューサー。東京都出身。慶應義塾大学文学部卒業。

## 人物
かつてフジサンケイグループを支配していた鹿内一族の出身。祖父は初代フジサンケイグループ会議議長の鹿内信隆。母は信隆の長女で女優の奈月ひろ子。叔父は信隆の長男で第2代フジサンケイグループ会議議長の鹿内春雄。元NHK、フジテレビアナウンサーの頼近美津子は叔父春雄の妻。
2005年放送の『不機嫌なジーン』からプロデューサーを務め、2012年の『家族のうた』では企画を担当したが、初回から記録的な低視聴率となり、打ち切りになった。フジテレビ制作のドラマが視聴率の低迷を理由に打ち切りとなるのは、明確な記録が残る1987年以降初めて。
2014年6月、総合開発局メディア開発センターペイTV事業部へ異動。

## テレビドラマ
特筆がない作品はフジテレビ制作。

### 演出補作品
- 眠れる森（1998年）

### プロデュース補作品
- ボーイハント（1998年）
- いつもふたりで（2003年）
- 愛し君へ（2004年・7話より）

### プロデュース作品
- 不機嫌なジーン（2005年）
- スローダンス（2005年）
- チェケラッチョ!! in TOKYO（2006年）
- ファースト・キス（2007年）
- ハチミツとクローバー（2008年）
- 33分探偵（2008年）
- 帰ってくるのか!?33分探偵（2009年）
- 帰ってこさせられた33分探偵（2009年）
- 東京DOGS（2009年）
- 東京リトル・ラブ（2010年）
- 「the TEAM NACS perfect show」〜なんでこんな時に〜（2014年）
- ザ・ブラックカンパニー（2018年2月 - 、フジテレビONE TWO NEXT）フジクリエイティブコーポレーション制作  [6]
- ペンション・恋は桃色 season2（2024年、FOD）
- ペンション・恋は桃色 season3（2025年、FOD）

### 企画作品
- CONTROL〜犯罪心理捜査〜（2011年）
- 家族のうた（2012年）
- ビューティフルレイン（2012年）
- 山田くんと7人の魔女（2013年）